# 소련의 전차 목록
다음은 러시아 제국부터 현대 러시아에 이르기까지 개발된 전차 목록이다. 

## 러시아 제국, 제1차 세계 대전
F. 블리노프 전차
베드데호트
차르 전차
V.D. 멘델레예프의 전차 (프로젝트)
리빈스크 보르크스의 전차(프로젝트)

## 제2차 세계 대전 전 및 전쟁 초기

#### 소형전차
T-17
T-23
T-27 - 카덴 로이드 소형전차에 기반하여 개발

#### 수륙양용전차
T-37
T-38

### 경전차
T-18 (MS-1)
T-26 1931년형
T-26
BT-2
BT-5
BT-7
BT-7M 또는 BT-8

#### 화염방사전차
OT-26

#### 중형 전차
T-24
그로텔 전차 (TG) (실험)
T-28
T-29

#### 중전차
T-35

## 제2차 세계 대전

#### 경전차
T-40 수륙양용전차
T-50
T-60
T-70
T-80

#### 중형 전차
A-20
T-34
T-44

#### 중전차
SMK (실험개발)
KV-1
KV-2
KV-85
KV-5
KV-IS
IS-1
IS-2
IS-3

## 제2차 세계 대전 이후

#### 수륙양용전차
PT-76

#### 주력 전차
T-54
T-55
T-62
T-64
T-72
T-80

#### 중전차
IS-4
IS-6
IS-7
T-10

## 소비에트 연방 해체 이후
T-84 (우크라이나)
T-90 (러시아)
T-14 (러시아)
Object 640 또는 블랙 이글 전차 (러시아, 현재 개발 중)
Object 195 또는 T-95 (러시아, 소문만 무성)

## 참고 자료
- Milsom, John (1971). Russian Tanks, 1900–1970: The Complete Illustrated History of Soviet Armoured Theory and Design, Harrisburg Penn.: Stackpole Books. ISBN 0-8117-1493-4.
- Zaloga, Steven J., James Grandsen (1984). Soviet Tanks and Combat Vehicles of World War Two, London: Arms and Armour Press. ISBN 0-85368-606-8.